# Antoine Deflandre
Pour les articles homonymes, voir Deflandre.
Antoine Deflandre est un ingénieur du son français.

## Filmographie
- 2001 : Les Jolies Choses de Gilles Paquet-Brenner
- 2002 : Sueurs de Louis-Pascal Couvelaire
- 2002 : La Vie promise d'Olivier Dahan
- 2003 : Brocéliande de Doug Headline
- 2003 : Gomez et Tavarès de Gilles Paquet-Brenner
- 2004 : Nos amis les flics de Bob Swaim
- 2005 : Il était une fois dans l'Oued de Djamel Bensalah
- 2007 : Big City de Djamel Bensalah
- 2007 : L'Ennemi intime de Florent Emilio-Siri
- 2009 : RTT de Frédéric Berthe
- 2009 : La Sainte Victoire de François Favrat
- 2011 : Le Fils à Jo de Philippe Guillard
- 2011 : La Ligne droite de Régis Wargnier
- 2011 : Beur sur la ville de Djamel Bensalah
- 2011 : Switch de Frédéric Schoendoerffer
- 2012 : Cloclo de Florent Emilio-Siri
- 2012 : Nous York de Géraldine Nakache et Hervé Mimran
- 2013 : Vive la France de Michaël Youn
- 2014 : Situation amoureuse : c'est compliqué de Manu Payet et Rodolphe Lauga
- 2014 : Le Temps des aveux de Régis Wargnier
- 2015 : Le Goût des merveilles d'Éric Besnard
- 2015 : Un village presque parfait de Stéphane Meunier
- 2015 : Vicky de Denis Imbert
- 2015 : On voulait tout casser de Philippe Guillard
- 2016 : Un petit boulot de Pascal Chaumeil
- 2017 : Le Serpent aux mille coupures d'Éric Valette

- 2021 : Goliath de Frédéric Tellier

## Distinctions

### Récompenses
- César 2013 : César du meilleur son pour Cloclo[1]

### Nominations
- César 2008 : César du meilleur son pour L'Ennemi intime[2]